# Rho Ursae Majoris
Désignations
Rho Ursae Majoris (ρ UMa) est une étoile géante de la constellation de la Grande Ourse. Elle est faiblement visible à l'œil nu, avec une magnitude apparente visuelle de 4,74. La distance de cette étoile est d'environ 315 années-lumière, calculée à partir de sa parallaxe annuelle qui est de 10,37 mas.
Rho Ursae Majoris est une géante rouge de la branche asymptotique des géantes et de type spectral M3 III. On l'a d'abord suspectée d'être une étoile variable de faible amplitude, ce qui a été confirmé par la photométrie du satellite Hipparcos. C'est ainsi une variable irrégulière à longue période de sous-type LB dont la magnitude apparente varie entre 4,74 et 4,78 sans période définissable.
Le diamètre angulaire de l'étoile après correction de l’assombrissement centre-bord est de 5,64 ± 0,15 mas. Cette mesure combinée à celle de la distance permet d'estimer le rayon de l'étoile à environ 58 fois le rayon du Soleil. Sa luminosité vaut 464 fois la luminosité solaire et sa température effective est de 3 725 K. L'étude de son mouvement propre et de sa vitesse radiale indique qu’il y a 60,6 % de chance pour que cette étoile soit membre du courant de Sirius.